# De veroordeling
De veroordeling is een Nederlandse film uit 2021 die werd geregisseerd door Sander Burger en geïnitieerd en geproduceerd door Joram Willink. De film is gebaseerd op een boek van journalist Bas Haan en gaat over de omstreden Deventer moordzaak en de behandeling hiervan in de Nederlandse media.

## Verhaal
Journalist Bas Haan is in eerste instantie overtuigd van de onschuld van de fiscaal-juridisch adviseur Ernest Louwes, die vastzit voor de in september 1999 in Deventer gepleegde moord op de weduwe Jacqueline Wittenberg. Succesvol stelt Haan de aanvankelijke bewijsvoering aan de kaak. Maar als Louwes alsnog wordt veroordeeld op basis van omstreden DNA-bewijs, gaat mediapersoonlijkheid Maurice de Hond zich vanaf 2005 met de zaak bemoeien en wijst via een breed uitgemeten media-offensief ‘klusjesman’ De Jong als alternatieve schuldige aan. Bas Haan besluit uit te zoeken hoe volgens hem de vork in de steel zit. Intussen is De Jongs leven door de aantijgingen van De Hond ernstig beschadigd. Hoe verdedig je je tegen zo'n mediamachine?

## Rolverdeling
- Fedja van Huêt: Bas Haan
- Yorick van Wageningen: Michael de Jong
- Lies Visschedijk: Meike Wittermans
- Mark Kraan: Ernest Louwes
- George Tobal: Steve
- Porgy Franssen: Peter van Koppen
- Marike Mingelen: Gerda
- Astrid van Eck: Adee Schoon

## Archiefmateriaal
Een aantal personages, waaronder mediapersoonlijkheid Maurice de Hond, cabaretière Claudia de Breij en diverse tv-presentatoren, is in de film op archiefbeelden te zien.

## Gouden Kalf
De film won in 2021 het Gouden Kalf voor de beste film, het beste scenario, de beste hoofdrol (Fedja van Huêt) en de beste bijrol (Yorick van Wageningen).